# よるアニメ
『よるアニメ』は、南日本放送（MBCテレビ）で金曜未明（木曜深夜）に放送されていた鹿児島ローカル深夜アニメの放送枠である。

## 概要
本枠設置以前にも、南日本放送（以下本局）では過去に『ビビッドレッド・オペレーション』や『結城友奈は勇者である』（第1期）といったアニメイズム枠のものを始め、幾つかの深夜アニメを断続的に放送していた（「南日本放送#主なテレビ番組」も参照）。
2019年以降、長崎文化放送の「あに。」や静岡放送の「アニメ6区」といったローカル局の深夜アニメ枠の設置が続く中、本枠が設置された。
2020年春より放送されていたが、同年11月開始の『D4DJ First Mix』を最後に新作アニメが途絶え、当枠は事実上の廃枠となった。なお、本局は当枠の去就について公式なアナウンスを行っていない。

## 放送作品
放送時間は何も金曜 1:05 - 1:35（木曜深夜）。深夜アニメ30分番組が1本放送されていた。
特色として全作品がUHFアニメであり、『D4DJ First Mix』以外の作品は本放送終了済みの作品を3ヶ月遅れで放送されたものだった。
| 作品名                         | 放送期間                     |
| ------------------------------ | ---------------------------- |
| pet                            | 2020年4月3日 - 6月26日       |
| 八男って、それはないでしょう！ | 2020年7月3日 - 9月18日       |
| D4DJ First Mix                 | 2020年11月6日 - 2021年2月5日 |

## 「よるアニメ」枠以外での放送番組

### 放送終了
- 鬼滅の刃 竈門炭治郎 立志編[12]（2020年6月17日 - 12月16日、水曜 1:00 - 1:30）

1年遅れで放送。劇場版と第2期以降は鹿児島テレビにて放送。